# Ana Peláez Narváez
Ana Peláez Narváez (Zafra, Província de Badajoz, 4 d'octubre de 1966) és una experta internacional en discapacitat, membre del comitè de les Nacions Unides que vetlla pel compliment de la Convenció sobre els Drets de les Persones amb Discapacitat i primera dona amb discapacitat al comitè de Nacions Unides contra la discriminació de les dones.

## Trajectòria
Cega de naixement, va realitzar els seus primers estudis al col·legi de la ONCE a Sevilla i després l'educació secundària a un centre d'ensenyament ordinari. També va estudiar al Liceu Saint Ubert de Brussel·les. Es va llicenciar simultàniament en Ciències de l'Educació i en Psicologia a la Universitat de Sevilla l'any 1992. Després, va realitzar el Màster de Postgrau en Necessitats Especials de les Persones amb Discapacitat i cursos de doctorat a la Universitat de Salamanca.
Entre l'any 2000 i 2007, va ser consellera general de l'ONCE. L'any 2003 es va convertir en vicepresidenta executiva de la Fundació ONCE per a l'Amèrica Llatina (FOAL) i directora de Relacions Internacionals de l'ONCE des de l'any 2007, representant a l'organització davant la Unió Europea de Cecs (EBU), Unió Llatinoamericana de Cecs (ULAC), Unió Mundial de Cecs (WBU), i al Consell Internacional per a l'Educació de Persones Cegues (ICEVI), entre altres institucions. Va ser presidenta de la Comissió de la Dona del CERMI des de l'any 2004 fins a l'any 2014. Actualment, és la seva comissionada pels temes de Gènere. Amb aquest rol, ha realitzat diferents compareixences davant el Congrés dels Diputats, el Senat d'Espanya i el Parlament Europeu. Representa al CERMI al Consell del Reial Patronat sobre la Discapacitat, on és vocal com a experta en dona i discapacitat. També participa en el Consell de Participació de la Dona i a l'Observatori Estatal de Violència sobre la Dona, òrgans dependents del Ministeri de Sanitat, Serveis Socials i Igualtat d'Espanya.
Al Fòrum Europeu de la Discapacitat (EDF) és membre del seu Comitè Executiu i la seva Junta Directiva, sent també responsable dels assumptes de gènere i presidint el seu Comitè de Dones, del que en forma part des de l'any 2001. L'any 2017 va ser escollida vicepresidenta de l'EDF. Des de juny de l'any 2010 representa al Fòrum Europeu de la Discapacitat a la plataforma del Lobby Europeu de Dones (EWL). A més, va ser escollida per l'Assemblea del Lobby per a formar part de la seva Junta Directiva. Des d'aquesta posició, representa a l'EWL al Grup d'Alt Nivell de la Discapacitat de la Comissió Europea.

### Paper a les Nacions Unides
Peláez va participar com a delegada pel Govern d'Espanya a la fase final dels treballs preparatoris de la Convenció de l'Organització de les Nacions Unides sobre els Drets de les Persones amb Discapacitat. En aquest rol, va ser testimoni davant la signatura d'Espanya a la Cerimònia de Signatures del 30 de març de l'any 2007. També va presenciar el dipòsit oficial de la ratificació de la Convenció i el Protocol Opcional el 3 de desembre de l'any 2007). Per la seva aportació en aquesta matèria, va ser guardonada amb la condecoració de l'Orde d'Isabel la Catòlica. El 3 de novembre de l'any 2008 va ser escollida per a la Conferència dels Estats Part de l'ONU com una de les dotze expertes del Comitè Internacional per al Seguiment de la Convenció sobre els Drets de les Persones amb Discapacitat, sent designada primera vicepresidenta en el seu primer mandat. A la 5a Conferència dels Estats Part, celebrada l'any 2012, va ser re escollida al Comitè per al període entre els anys 2013-2016.
Durant el 7è període de sessions del Comitè de la Convenció, Ana Peláez va ser nomenada punt focal per als assumptes de les dones i nenes amb discapacitat. En el 9è període de sessions se li va encomanar, a més, la presidència d'un grup de treball per a l'elaboració d'un comentari general sobre aquesta qüestió, consolidant-se així la seva posició de referent en les Nacions Unides per als assumptes de gènere i discapacitat. El gener de 2018, el Ministeri d'Assumptes Exteriors i de Cooperació presenta a Ana Peláez com a candidata al Comitè per a l'Eliminació de totes les Formes de Discriminació contra la Dona (CEDAW) de les Nacions Unides. Diverses organitzacions apunten al fet que la seva candidatura és una oportunitat perquè les dones amb discapacitat puguin estar representades en el si d'aquest òrgan de les Nacions Unides. El juny de 2018, Peláez va ser escollida membre del CEDAW convertint-se en la primera dona amb discapacitat representant d'aquest organisme internacional.